# Uruará
Uruará este un oraș în Pará (PA), Brazilia.